# Cái chết của Tyre Nichols
Vào ngày 7 tháng 1 năm 2023, năm cảnh sát người Mỹ gốc Phi của Sở Cảnh sát Memphis (MPD), đã đánh đập dã man Tyre Nichols, một người đàn ông da đen 29 tuổi, khi đang bị dừng xe. Nichols sau đó đã nhập viện trong tình trạng nguy kịch và qua đời 3 ngày sau đó.
Năm sĩ quan cảnh sát được cho là đã chặn Nichols vì lái xe ẩu. Sau khi bị cảnh sát lôi ra khỏi xe, Nichols đã bị xịt hơi cay và hành hạ bằng súng điện, nạn nhân đã cố gắng bỏ chạy; một sĩ quan cảnh sát cũng đã nói trong khi các sĩ quan khác truy đuổi Nichols, "Ước gì họ sẽ dẫm vào mông của anh ta". Khi đuổi kịp Nichols, các sĩ quan cảnh sát này đã đấm và đá vào đầu của nạn nhân, rồi dùng dùi cui đánh vào lưng trong khi đang khống chế Nichols. Ngay sau đó, anh đã phải nhập viện trong tình trạng nguy kịch và qua đời 3 ngày sau đó. Khám nghiệm tử thi cho biết nạn nhân đã "chảy máu nhiều do bị đánh đập dã man".
Vào ngày 8 tháng 1, sau vụ việc một ngày, Sở Cảnh sát Memphis cho biết Nichols đã bị dừng xe với lý do lái xe liều lĩnh nhưng cảnh sát trưởng địa phương này sau đó lại tuyên bố các đoạn camera ghi hình không có bằng chứng nào cho nguyên nhân có thể xảy ra đối với việc dừng xe nạn nhân nhưng không có nghĩa là việc này không xảy ra. Các phương tiện truyền thông dựa vào các video ghi hình đã cho rằng không thấy Nichols làm bất kỳ điều gì nhằm kích động dẫn đến vụ đánh đập.
5 sĩ quan cảnh sát sau đó đã bị sa thải khỏi sở cảnh sát vào ngày 20 tháng 1. Đến ngày 26 tháng 1, 5 sĩ quan liên quan đã bị bắt và bị buộc tội giết người, bắt cóc, hành hung và có hành vi không chuẩn mực. Ngoài ra, 2 nhân viên cứu hỏa Memphis có liên quan đến việc chăm sóc ban đầu cho Nichols đã bị miễn nhiệm, trong khi chờ một cuộc điều tra nội bộ. Cục Điều tra Tennessee và Bộ Tư pháp Hoa Kỳ đều đã mở các cuộc điều tra. Vào ngày 27 tháng 1, sau khi MPD công bố 4 đoạn video đã dẫn đến hàng loạt nhiều cuộc biểu tình diễn ra tại Hoa Kỳ.
Tính đến ngày 7 tháng 2 năm 2023, tổng cộng đã có 13 cảnh sát, bao gồm 10 cảnh sát thi hành nhiệm vụ dừng giao thông đã bị kỷ luật, miễn nhiệm hoặc cách chức. Trong số 13 người còn bao gồm một sĩ quan cảnh sát người da trắng đã tham gia vào việc dừng giao thông ban đầu và rượt đuổi Nichols nhưng không tham gia vụ đánh đập.

## Tyre Nichols
Tyre Deandre Nichols (/ˈtaɪ.ri ˈnɪk.əlz/ TY-ree; 5 tháng 6 năm 1993 – 10 tháng 1 năm 2023) là nam giới người Mỹ gốc Phi, 29 tuổi. Vào thời điểm qua đời, anh đang làm việc cho FedEx và có một cậu con trai 4 tuổi. Ngoài ra, anh còn là một nhiếp ảnh gia nghiệp dư với một trang web nhiếp ảnh để anh lưu trữ.
Nichols lớn lên ở Sacramento, California, và chuyển đến Memphis, Tennessee vào năm 2020. Theo luật sư Benjamin Crump, Nichols bị thiếu cân do căn bệnh Crohn, anh nặng khoảng 145 pound (66 kg) và cao 6 foot 3 inch (191 cm).

## Sĩ quan cảnh sát
Năm sĩ quan của Sở Cảnh sát Memphis (MPD) trong sự cố đều có 2 đến 6 năm kinh nghiệm. Bốn trên năm người trước đó đã bị bộ phận khiển trách hoặc bị đình chỉ công tác vì nhiều tội danh khác nhau. Tất cả đều là thành viên của đơn vị kiểm soát điểm nóng bao gồm 30 người của MDP được gọi là SCORPION, đây là một nhóm sĩ quan cảnh sát chìm được thành lập vào tháng 10 năm 2021 nhằm đối phó với các tội phạm nghiêm trọng. Các sĩ quan này lái xe ô tô không có nhãn và mặc thường phục, nhưng có mặc áo chống đạn với chữ "POLICE" (Cảnh sát).
- Tadarrius Bean, 24 tuổi, được nhận vào tháng 8 năm 2020.
- Demetrius Haley, 30 tuổi, được nhận vào tháng 8 năm 2020 (cựu cai ngục).
- Emmitt Martin III, 30 tuổi, được nhận vào tháng 3 năm 2018.
- Desmond Mills Jr., 32 tuổi, được nhận vào tháng 3 năm 2017 (cựu cai ngục ở Mississippi và Tennessee).
- Justin Smith, 28 tuổi, được nhận vào tháng 3 năm 2018.[23]

Tất cả 5 người đều là người Mỹ gốc Phi.

## Diễn biến
Tất cả thời gian bên dưới được viết theo Múi giờ miền Trung Bắc Mỹ.
Nichols còn cách nhà khoảng hai phút chạy xe thì đã bị lực lượng MPD chặn lại vào lúc 20 giờ 24 phút ngày 7 tháng 1 năm 2023. Đoạn video trên người của cảnh sát ghi lại đã cho thấy ô tô của Nichols đã dừng lại ở làn rẽ trái trên đường Raines gần giao lộ với đường Ross. Tại đây, các cảnh sát đã vây quanh ô tô của anh từ ba phía. Theo đoạn video, các sĩ quan đã thảo luận và cho rằng Nichols "lái xe suýt đâm phải một trong số họ". Đoạn video khác trên người cảnh sát do thành phố Memphis công bố hôm 27 tháng 1 thì không "cho thấy bất kỳ hoạt động nào diễn ra trước khi một sĩ quan cảnh sát phản ứng với việc dừng xe...".
Tại điểm dừng xe, các sĩ quan đã kéo Nichols ra khỏi xe và anh đã nói: "Tôi không làm gì cả". Ngay sau đó, một sĩ quan cảnh sát hét lớn lên: "Mẹ kiếp, xuống xe... Tao đấm vào mông của mày giờ". Các sĩ quan cảnh sát sau đó đã đẩy Nichols xuống đất. Đến 20 giờ 25 phút, một trận hỗn chiến đã diễn ra giữa cảnh sát và Nichols; họ đã cố gắng buộc Nichols nằm xuống đất và đặt hai tay sau lưng, đồng thời đe dọa anh ta, la hét những lời tục tĩu, cùng lúc đó dùng bình xịt hơi cay và súng điện kề vào người anh. Bình xịt hơi cay cũng bắn trúng một số sĩ quan khác. Cuối cùng, Nichols đã chạy thoát về hướng nam trên đường Ross, lúc này có ít nhất hai sĩ quan cảnh sát khác truy đuổi anh. Hai đơn vị cảnh sát nữa cũng đã đến hiện trường vào khoảng 20 giờ 29 phút. Một đoạn phim được quay lại cho thấy một sĩ quan ở chốt giao thông đã hét lên: "Ước gì họ sẽ dẫm vào mông của hắn".
Vào lúc 20 giờ 33 phút, các sĩ quan cảnh sát đã đuổi kịp Nichols tại giao lộ giữa Castlegate Lane và Bear Creek, cách điểm dừng giao thông ban đầu khoảng nửa dặm (800 mét) và tấn công nạn nhân thêm 3 phút. Cảnh quay từ camera trên người cảnh sát cũng đã ghi lại việc một sĩ quan cảnh sát hét lớn với Nichols: "Tao sẽ đánh chết mày". Sau đó, các sĩ quan cảnh sát kéo Nichols đứng dậy, khống chế hai tay; trong thời gian này, Nichols liên tục bị các sĩ quan đấm và đá vào mặt, cuối cùng anh đã ngã quỵ xuống. Trong vài phút tiếp theo, Nichols đã bị một sĩ quan cảnh sát đá vào mặt. Đoạn phim được ghi lại đã cho thấy ít nhất 5 lần lực lượng này đá vào mặt của Nichols. Fox News đã đưa tin, trong các video, "có thể nghe thấy tiếng Nichols gọi mẹ trước khi cảnh sát đánh anh choáng váng". Theo The New York Times, nạn nhân "dường như không đánh trả lại lần nào".
Đến 20 giờ 37 phút, Nichols đã bị còng tay và ủ rũ; các sĩ quan cảnh sát đã đỡ nạn nhân vào thành một chiếc xe cảnh sát. Sau khi Nichols ngã gục trên mặt đất, một sĩ quan cảnh sát đã nói: "Tao đã đấm mày bằng những đòn đánh thẳng gây choáng đấy, con chó", trong khi đó, một sĩ quan khác đã nói: "Tao thì nhảy vào rồi đá hắn". Các nhân viên y tế đã đến hiện trường vào lúc 20 giờ 41 phút nhưng chẳng hỗ trợ gì cho Nichols trong 16 phút đầu tiên. Xe cấp cứu đã đến vào lúc 21 giờ 02 phút và đưa Nichols đến Bệnh viện St. Francis vào lúc 21 giờ 18 phút sau khi nạn nhân kêu khó thở.
Tại hiện trường, một đoạn video đã cho thấy các sĩ quan cảnh sát đưa ra ít nhất 71 mệnh lệnh trong vòng 13 phút; The New York Times đã gọi các mệnh lệnh này "cùng một lúc và mâu thuẫn", "thậm chí có lúc còn không thể tuân theo". Điển hình như việc một sĩ quan đánh Nichols bằng dùi cui và hét lên "Đưa tay đây!", trong khi đó, một sĩ quan cảnh sát khác đã túm cánh tay Nichols đang bị còng; sau đó một sĩ quan hét lớn lên: "Khốn nạn, mày đưa tay mày ra đây cho tao!", Nichols đã bị một sĩ quan kẹp tay ra sau lưng, sĩ quan thứ hai thì giữ cổ tay đang bị còng và một sĩ quan thứ ba đấm vào mặt của nạn nhân.
Vào ngày 8 tháng 1, MPD đã đưa ra thông tin xác nhận việc Nichols bị dừng giao thông là do lái xe ẩu. Đến ngày 27 tháng 1, Cảnh sát trưởng Memphis Cerelyn J. Davis lại đưa ra tuyên bố cho rằng từ các đoạn video ghi hình thì không có bằng chứng nào cho nguyên nhân có thể xảy ra đối với việc dừng xe nạn nhân nhưng không có nghĩa là việc đó không xảy ra.
Anh đã qua đời vào ngày 10 tháng 1; khám nghiệm tử thi đã khẳng định "chảy máu quá nhiều do bị đánh đập dã man". Trong các video được đăng tải sau vụ đánh đập, hai sĩ quan tuyên bố do Nichols đã lấy vũ khí của họ. Tuy nhiên, những tuyên bố này lại không được chứng minh theo các video.

## Điều tra

### Báo cáo của cảnh sát
Một báo cáo từ phía cảnh sát đã được viết hai giờ sau khi Nichols bị đánh đập. Theo báo cáo này, trong lần hỗn chiến đầu tiên, Nichols đã rất bực bội và toát mồ hôi sau khi rời khỏi phương tiện, từ chối bị giam giữ, bình xịt hơi cay và súng gây choáng Taser không có tác dụng. Còn trong lần hỗn chiến thứ hai giữa Nichols và cảnh sát, báo cáo này cho rằng Nichols chống lại việc bắt giữ bằng cách giật thắt lưng của một sĩ quan và áo vest của một sĩ quan khác, phớt lờ mệnh lệnh, dẫn đến việc các sĩ quan sử dụng bình xịt hơi cay và dùi cui đánh Nichols; Nichols cuối cùng đã bị bắt giam sau "một vài mệnh lệnh bằng lời nói".
Khi các video được công bố rộng rãi đã không chứng thực cho các báo cáo cảnh sát về việc Nichols "bắt đầu đánh nhau" với các sĩ quan cảnh sát, hoặc thậm chí là có hành vi bạo lực. Ngoài ra, việc Nichols lấy vũ khí của sĩ quan cảnh sát cũng là không có. Seth Stoughton, một giáo sư luật đã cho biết, một sĩ quan thường hét lên ngay lập tức nếu phát hiện nghi phạm lấy vũ khí nhưng chẳng có ai làm điều đó trong các video. Báo cáo ban đầu của cảnh sát cũng không nhắc đến việc các sĩ quan cảnh sát đã đấm và đá Nichols.

### Khám nghiệm tử thi
Trong giấy chứng tử hoặc báo cáo khám nghiệm tử thi chính thức do văn phòng giám định y khoa quận Shelby cấp kể từ ngày 1 tháng 2 năm 2023 cũng không hề ghi rõ nguyên nhân tử vong chính thức của Nichols.
Kết quả khám nghiệm tử thi sơ bộ của gia đình nạn nhân đã xác nhận việc Nichols tử vong do "chảy máu nhiều sau khi bị đánh đập dã man".

### Cáo buộc hình sự
Vào ngày 7 tháng 1, Luật sư Quận Steve Mulroy đã yêu cầu Cục Điều tra Tennessee điều tra các cáo buộc về việc sử dụng vũ lực quá mức trong quá trình bắt giữ. Vào ngày 15 tháng 1, Sở Cảnh sát Memphis đã thông báo các sĩ quan liên quan sẽ phải đối mặt với việc bị xử phạt hành chính. Bộ Tư pháp Hoa Kỳ và Cục Điều tra Liên bang (FBI) cũng đã mở cuộc điều tra. Đến ngày 20 tháng 1, Sở Cảnh sát Memphis đã xác nhận năm sĩ quan cảnh sát kia bị sa thải.
Đến ngày 24 tháng 1, hai kỹ thuật viên y tế khẩn cấp của Sở cứu hỏa Memphis ngồi trong xe cứu thương đã bị cho miễn nhiệm mà không giải thích lý do. Cùng ngày, 5 sĩ quan cảnh sát đã bị bắt và buộc tội giết người cấp độ 2, tấn công mức độ nghiêm trọng, bắt cóc mức độ nghiêm trọng, hành vi sai trái và lạm quyền của người thực thi pháp luật. Vào ngày 27 tháng 1, cả 5 người này đã nộp tiền bảo lãnh và được trả tự do, theo hồ sơ của Shelby County Jail. Một tuần sau, tổng cộng thêm ba nhân viên của MFD đã bị sa thải - hai EMT và một trung úy - vì đã không tiến hành việc đánh giá và điều trị bệnh nhân đúng cách, vi phạm các chính sách và thủ tục.
Vào ngày 30 tháng 1, nhà chức trách địa phương đã xác nhận có thêm hai sĩ quan cảnh sát khác là Preston Hemphill và một sĩ quan không rõ danh tính, cũng đã bị miễn nhiệm. Đến ngày 3 tháng 2, có thông báo cho rằng Hemphill đã bị sa thải. Hemphill là một người da trắng, đã tham gia vào vụ chặn xe và rượt đuổi ban đầu nhưng không tham gia vào vụ đánh đập được quay phim sau đó.
Gia đình Nichols cũng đã thuê hai luật sư Benjamin Crump và Antonio Romanucci.

### Bản cáo trạng
Vào hôm 26 tháng 1, Đại Bồi thẩm đoàn bang Tennessee đã truy tố 5 sĩ quan cảnh sát MPD và đưa ra các tội danh: giết người cấp độ hai; tấn công nghiêm trọng; bắt cóc nghiêm trọng; bắt cóc nghiêm trọng với vũ khí chết người; công chức có hành vi sai trái, làm hại người khác; công chức có hành vi sai, từ chối thực hiện nghĩa vụ theo quy định của pháp luật và lạm quyền.

## Phản ứng và các cuộc biểu tình

### Biểu tình

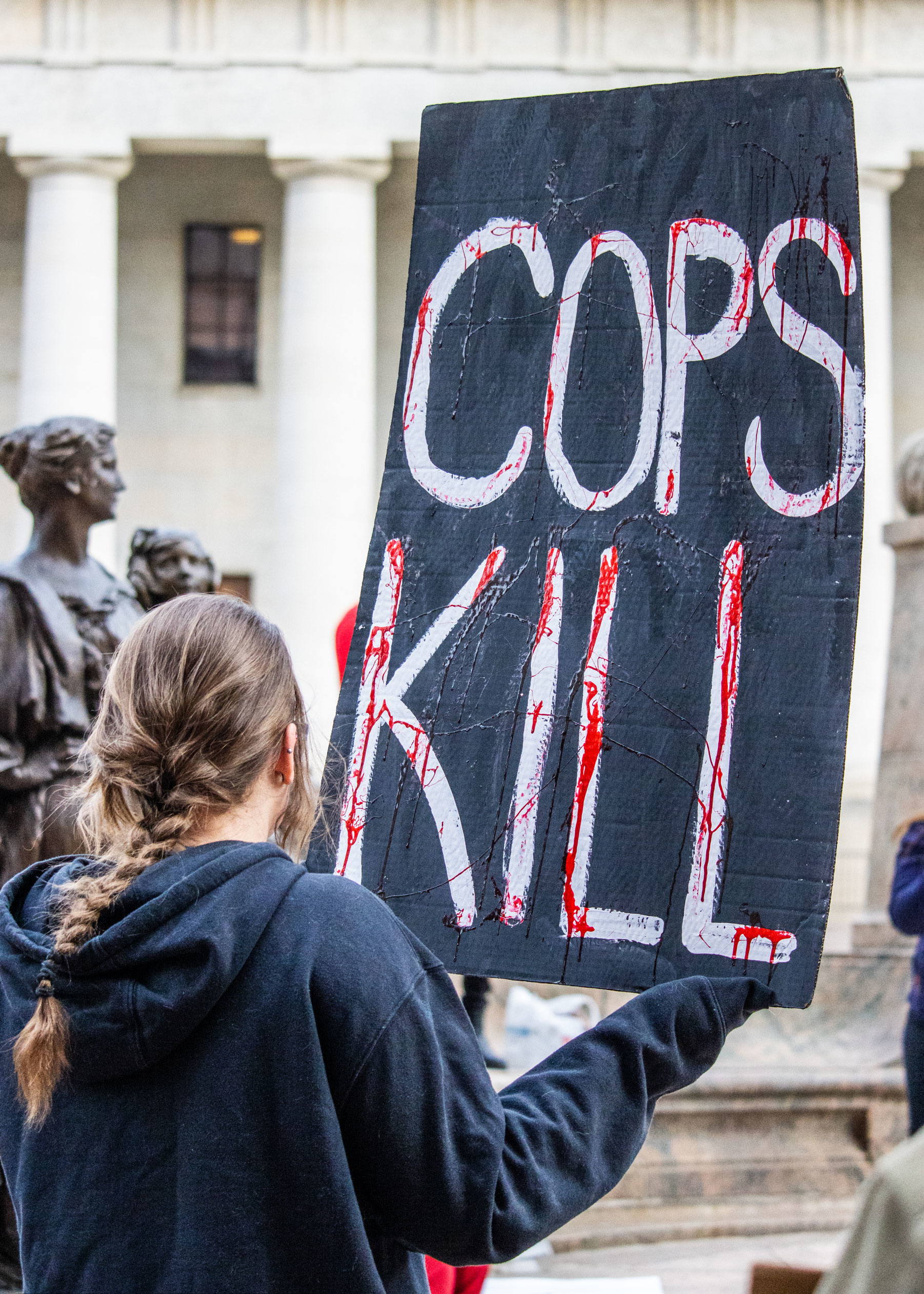
Biểu tình tại Columbus, Ohio.

Vào ngày 27 tháng 1, đoạn video trích xuất từ camera trên người của cảnh sát ghi lại vụ việc đã được công bố rộng rãi. Hãng thông tấn Associated Press đã cho rằng theo Cảnh sát trưởng Memphis, Chief Davis, các quan chức đã cố tình "quyết định tốt nhất là công bố video vào cuối ngày sau khi các trường học đóng cửa và mọi người đã đi làm về" do lo ngại về tình trạng bất ổn dân sự có thể diễn ra sau khi video được công bố.
Tối ngày 28 tháng 1, sau khi video được công bố, nhiều người biểu tình ở Memphis đã xuống đường trên Xa lộ Liên tiểu bang 55. Nhiều cuộc biểu tình cũng đã diễn ra tại Thành phố New York, Chicago, Washington, D.C., Philadelphia, Los Angeles, Portland, Atlanta, San Francisco, Boston, Baltimore và Newark.

### Phản ứng khác
Một ngày trước khi video được công bố, Tổng thống Hoa Kỳ Joe Biden cũng đã nói chuyện với gia đình của Nichols và kêu gọi biểu tình ôn hòa. Ông Biden đã xác nhận với gia đình nạn nhân sẽ tiếp tục thúc đẩy Quốc hội thông qua Đạo luật Công lý George Floyd nhằm giải quyết những hành vi sai trái của cảnh sát.
Nhiều sĩ quan cảnh sát cũng đã phản ứng trước cái chết của Tyre Nichols. Cảnh sát trưởng Davis đã đưa ra một tuyên bố cho rằng, "Đây không chỉ là một sự suy thoái về nghề nghiệp. Đây còn là một sự suy thoái về nhân tính cơ bản đối với một người khác". Vào ngày 27 tháng 1, trong một lần xuất hiện trên Good Morning America, bà cũng đã nói, "Trong cuộc đời 36 năm của tôi, [...] tôi chưa bao giờ nghĩ bản thân phải kinh hoàng, ghê tởm và buồn bã hơn" về đoạn video đấy, và vẫn "còn rất mơ hồ" chưa rõ tại sao các sĩ quan lại yêu cầu Nichols dừng lại. Ủy viên cảnh sát thành phố New York Keechant Sewell đã lên án và gọi đây là một "hành động đáng hổ thẹn", trong khi Giám đốc Cảnh sát Chicago, David O. Brown, thì gọi đây là một sự "khủng khiếp". Trong ngày video được phát hành, Giám đốc FBI Christopher Wray đã cho biết bản thân ông rất kinh hoàng khi xem video; trong khi đó, Patrick Yoes, Chủ tịch Trật tự Hữu nghị Cảnh sát Hoa Kỳ, đã tuyên bố "Sự việc ở đây không phải là nhiệm vụ hợp pháp của cảnh sát hay lỗi dừng giao thông. Đây là một hành vi phạm tội dưới cái cớ của pháp luật". Thị trưởng Thành phố New York Eric Adams, một cựu đại úy của Sở Cảnh sát Thành phố New York, đã nói với báo chí rằng Nhà Trắng đã thông tin cho ông và các thị trưởng khác về đoạn video trước khi được phát hành và nó sẽ "gây ra nỗi đau và nỗi buồn cho nhiều người trong chúng ta. Nó sẽ làm cho chúng ta tức giận".
Vào ngày 27 tháng 1, trước trận đấu giữa Memphis Grizzlies và Minnesota Timberwolves trong khuôn khổ Giải bóng rổ Nhà nghề Mỹ ở Minneapolis đã dành ra một phút để mặc niệm cho Tyre Nichols. Cùng ngày, Black Lives Matter Global Network Foundation đã đưa ra tuyên bố, "Mặc dù các phương tiện truyền thông mạng xã hội đã dành nhiều thời gian thu hút sự chú ý đến việc các sĩ quan cảnh sát là người da đen, nhưng chúng ta cũng phải nói rõ: tất cả cảnh sát đều đại diện cho lợi ích của chủ nghĩa tư bản và thúc đẩy bạo lực do nhà nước hậu thuẫn. Bất kỳ ai làm việc trong một hệ thống duy trì bạo lực do nhà nước hậu thuẫn đều là đồng lõa với việc ủng hộ quyền tối cao của người da trắng".
Hiệp hội Trợ giúp Pháp lý của Thành phố New York đã đưa ra tuyên bố: "Chúng ta phải tiếp tục đặt câu hỏi về vai trò của cảnh sát trong xã hội, vì những vụ việc này thường xuyên tái diễn và nhiều vụ việc khác xảy ra mọi lúc mà không có thiết bị giám sát trên người của cảnh sát ghi lại". Hôm 29 tháng 1, Chủ tịch Tư pháp Thượng viện Dick Durbin đã đưa ra nhận xét, "Chúng ta cần phải thảo luận với quy mô toàn quốc về việc điều hành cảnh sát có trách nhiệm, hợp hiến và nhân đạo. Những người đeo huy hiệu này hàng ngày đang liều mạng vì chúng ta. Tôi biết điều đó, nhưng chúng ta cũng thấy được những hành vi khủng khiếp thông qua các đoạn video bởi chính những sĩ quan cảnh sát này trong những tình huống không thể chấp nhận được".

## Hậu quả
Sau cái chết của Nichol, cảnh sát trưởng Memphis đã kêu gọi xem xét lại đơn vị SCORPION, và đơn vị này đã chính thức bị giải tán vào ngày 28 tháng 1 năm 2023.
Một chiến dịch gây quỹ trên GoFundMe được thành lập bởi các thành viên trong gia đình của Nichols với nội dung "Chúng tôi muốn xây dựng một công viên trượt băng tưởng niệm Tyre, để vinh danh tình yêu của anh dành cho trượt băng và hoàng hôn". Đến ngày 29 tháng 1, GoFundMe đã huy động được gần 1 triệu đô la Mỹ.

### Danh sách ghi chú
1. ↑  Viết tắt của cụm từ tiếng Anh: Street Crimes Operation to Restore Peace In Our Neighborhoods, tạm dịch: Chiến dịch phòng chống tội phạm đường phố nhằm khôi phục an ninh trong khu dân cư.
2. ↑  tiếng Anh: Get on the fuckin' ground ... I'm gonna tase your ass
3. ↑  tiếng Anh: George Floyd Justice in Policing Act, một đạo luật nhằm chống lại hành vi sai trái của cảnh sát, vũ lực quá mức và thành kiến chủng tộc trong việc trị an.